# Ipomoea leucanthemum
Ipomoea leucanthemum är en vindeväxtart som först beskrevs av Johann Friedrich Klotzsch, och fick sitt nu gällande namn av Hallier f. Ipomoea leucanthemum ingår i släktet praktvindor, och familjen vindeväxter. Inga underarter finns listade i Catalogue of Life.